# Lumbini
Lumbini (nombre moderno Rummindei) es un pueblo situado en el territorio de Nepal, en la región de Terai. Está considerado como el lugar de nacimiento de Buda; según la tradición, su madre lo tuvo en el camino de Kapilavastu, la capital del clan familiar. 
En 1896, unos arqueólogos, guiados por las anotaciones de viaje del peregrino chino Faxian, descubrieron un gran pilar de piedra de 6 m de alto erigido por Ashoka en 249 a. C. para conmemorar el nacimiento de Buda. El pilar tiene una inscripción que dice que el emperador había venido en visita oficial el vigésimo año de su reinado, y eximió al pueblo del pago de impuestos. Sin embargo, no se ha encontrado en las cercanías ningún rastro de la antigua Kapilavastu.
El lugar se clasificó como Patrimonio de la Humanidad por la Unesco en el año 1997. 